# Trametes cotonea
Trametes cotonea är en svampart som först beskrevs av Pat. & Har., och fick sitt nu gällande namn av Leif Ryvarden 1972. Trametes cotonea ingår i släktet Trametes och familjen Polyporaceae.   Inga underarter finns listade i Catalogue of Life.